# Sentier Toronto Carrying-Place
 (mars 2025).
Si vous disposez d'ouvrages ou d'articles de référence ou si vous connaissez des sites web de qualité traitant du thème abordé ici, merci de compléter l'article en donnant les références utiles à sa vérifiabilité et en les liant à la section « Notes et références ».

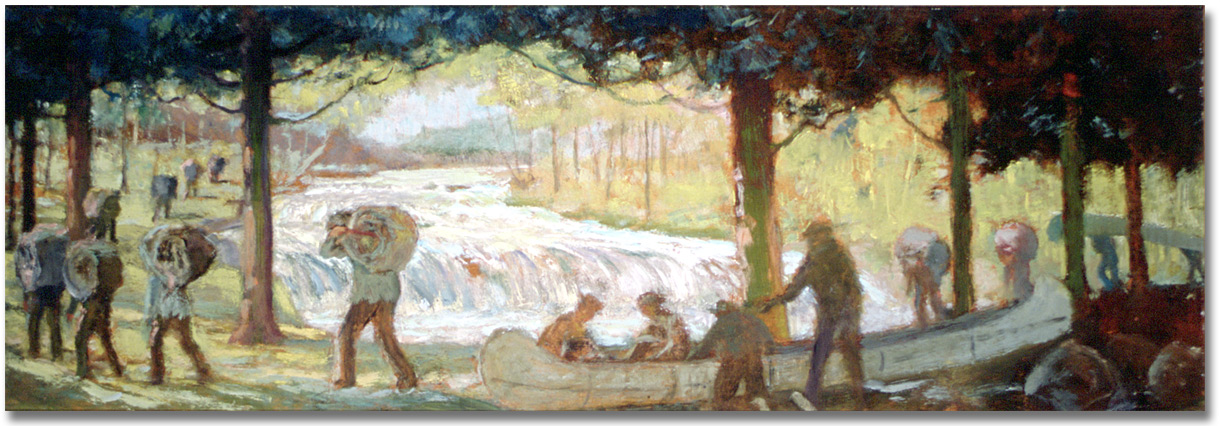
Le sentier Toronto Carrying-Place était un point crucial pour les voyages, les rivières Humber et Rouge offrant un raccourci vers les Grands Lacs supérieurs.

Le sentier Toronto Carrying-Place, aussi appelé Humber Portage ou Toronto Passage, était une route de portage majeure en Ontario, Canada, reliant le lac Ontario au lac Simcoe et aux Grands Lacs du nord. Son nom provient du terme mohawk « toron-ten », qui signifie « l'endroit où les arbres poussent au-dessus de l'eau », désignant un repère important situé sur le lac Simcoe, par lequel passait ce sentier.

## Itinéraire

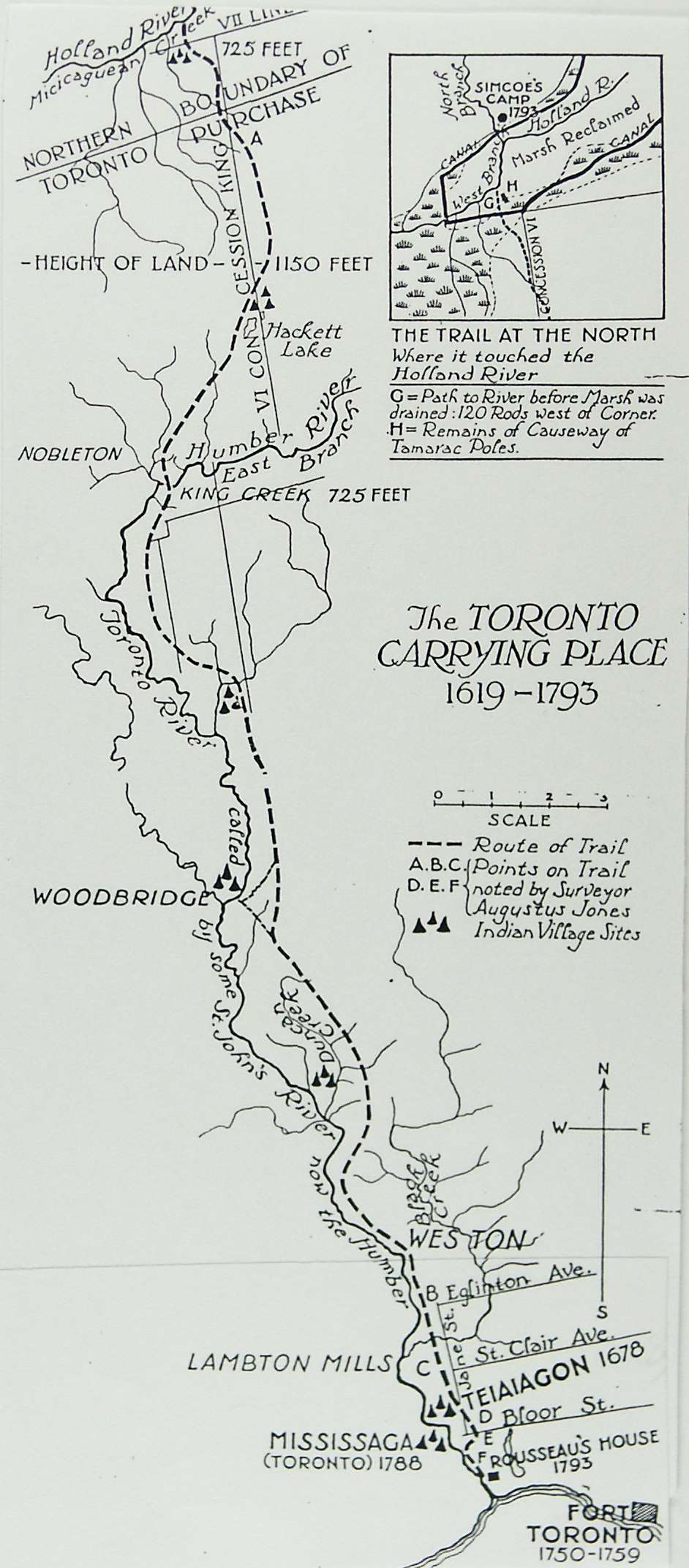
Carte du sentier de transport de Toronto le long de la rivière Humber.

Depuis le lac Ontario, le sentier suivait la rive est de la rivière Humber en direction du nord. À Woodbridge, il se divisait en deux, avec un chemin traversant la branche est de l'Humber et longeant la rive ouest de la rivière jusqu'à proximité de Kleinburg, où il la franchissait de nouveau. Ce sentier était probablement utilisé lors des saisons où le niveau de l'eau était suffisamment bas pour permettre de traverser à gué. L'autre branche de la fourche suivait la rive est de la rivière et traversait la campagne jusqu'à King Creek, où elle rejoignait l'autre voie avant de franchir la rivière près de Nobleton, à environ 50 kilomètres (31 miles) au nord du lac Ontario. À partir de là, le sentier continuait vers le nord sur la moraine d'Oak Ridges, puis se dirigeait vers la branche ouest de la rivière Holland, avant de se poursuivre vers le nord-est jusqu'au lac Simcoe, sur environ 80 kilomètres (50 miles) au nord.
Un deuxième itinéraire du sentier part du lac Ontario à la rivière Rouge, suivant la rivière vers le nord-ouest jusqu'à la moraine d'Oak Ridges[page à préciser]. En traversant la moraine, il rencontre la branche est de la rivière Holland près d'Aurora, en Ontario. Ce bras semble avoir été privilégié par les explorateurs français de la région, sans jamais avoir vu le bras Humber. Près de l'embouchure de la rivière Rouge, les Sénécas avaient établi un village du nom de Ganatsekwyagon. On pense que le site de Bead Hill, dans le parc Rouge, contient les vestiges archéologiques du village. Des traces d'un village ont été trouvées sur le terrain du Oakdale Golf &amp; Country Club, à côté du sentier Toronto Carrying-Place. 
Une fois dans le lac Simcoe, connu sous le nom de Ouentironk parmi les Premières Nations vivant dans la région, le sentier continue vers le nord à travers les détroits à l'extrémité nord du lac jusqu'au lac Couchiching . Ce détroit, une importante zone de pêche, a donné naissance au nom de Toronto, car c'est « l'endroit où les arbres poussent sur l'eau ». Les Premières Nations avaient planté des arbres dans les passages étroits entre les lacs pour servir de barrage et attraper les poissons. De là, le sentier suit la rivière Severn jusqu'à la baie Georgienne . Plusieurs des principales tribus des Premières Nations vivaient dans la région autour et au nord du lac Simcoe, qui étaient facilement accessibles via les nombreuses rivières menant au lac.
Il est largement admis que le premier Européen à avoir vu le bras Humber fut Étienne Brûlé, qui le parcourut avec un groupe de douze Hurons en 1615. Cependant, on pense aujourd'hui qu'il s'agit d'une erreur et qu'il aurait en fait voyagé plus à l'ouest, jusqu'au lac Érié. 
Les colons français qui sont venus plus tard utilisèrent principalement la portion Humber du sentier. Près de l'embouchure de la rivière Humber et le long du passage de Toronto se trouvait un poste de traite appelé Teiaiagon, où les Français et les Anglais rencontraient les habitants locaux pour faire du commerce. Le site est signalé par une plaque et les ruines d'un moulin du XIXe siècle se trouvaient à proximité jusqu'en 2000, date à laquelle il a été démoli et remplacé par un nouvel hôtel, construit dans le style du salon de thé adjacent existant. Cela comprenait la construction de trois forts sur ou à proximité du sentier. Le premier d'entre eux, connu sous le nom de Magasin Royal ou Fort Douville, a été construit en 1720 à environ 2 kilomètres (1,2 mi) au nord du lac Ontario sur la rivière Humber. Le deuxième, Fort Toronto, a été construit en 1750 à seulement quelques centaines de mètres au nord du lac, directement sur le sentier. Le dernier, Fort Rouillé (mais aussi connu sous le nom de Fort Toronto), a été construit à environ 2 kilomètres (1,2 mi) à l'est de la rivière entre 1750 et 1751, et le site se trouve près du kiosque à musique actuel à Exhibition Place .
Le sentier était largement utilisé par les commerçants de fourrures français et anglais jusqu'à ce que Toronto commence à être colonisée de façon permanente au début du XIXe siècle, mettant fin à plus d'un millénaire d'utilisation. La connexion au nord du lac Simcoe a ensuite été réalisée le long de la rue Yonge, construite après que Simcoe ait suivi la branche est jusqu'à Toronto.